# Restúnia

Expansão do território dos Arzerúnios (séculos V-XI) com Restúnia situada ao centro, em laranja

Restúnia (em armênio: Ռշտունիք; romaniz.: Ṙštunik’[a]), segundo a Geografia de Ananias de Siracena (século VII), foi um gavar (cantão) da província de Vaspuracânia, na Armênia.

## Geografia
Restúnia estava na costa sul do lago, com a cidade capital de Vostã (atual Guevaxe) e a cidade-fortaleza de Altamar Fazia divisa com Tosbe (antiga Tuspa, capital do Reino de Urartu) ao norte numa zona de colinas situada ao sul do vale do Vã. Era a metade oriental da porção sul do lago e da península de Caputecol (Kaputkoł) e sua fronteira ocidental passou pelo passo de Cusgunquirã (Kuzgunkiran) e continuou ao ponto norte da península. Altamar era local de refúgio no cantão e é possível que a planície de Guevaxe, na qual estava Vostã, era o único local populoso. Altamar também foi sede de um catolicossado independente da Igreja da Armênia. A fronteira ocidental de Vaspuracânia normalmente coincidiu com a de Restúnia. Fausto, o Bizantino ao descrever um episódio envolvendo Manachir Restúnio e Jacó de Nísibis, menciona que o cantão era dividido por uma montanha com minas de ferro e cobre.

## História
No reinado do rei Cosroes III (r. 330–339), Vache I e Vaanes I, sob ordens do rei, massacraram a família Besnúnio em Altamar. Em meados do século V, Lázaro de Farpe cita o bispo Isaque. Foi apanágio da principesca família Restúnio, mas após a morte de Teodoro Restúnio ca. 656, os Restúnios declinaram e a Restúnia foi perdida à família Mamicônio e então à família Arzerúnio. Em 862, Gurgenes I derrotou o príncipe Asócio I (r. 856–890) em Noraguiul. À época, Restúnia e cantões vizinhos estiveram sob Cacício I. Sob os auspícios dele, foram fundados os Mosteiros de Nareque e Ilu. No século X, Tomás Arzerúnio omite Restúnia, que deve ter deixado de existir à época e pode ter sido incorporado em algum distrito vizinho, provavelmente Tospitis.